# William Robertson (Schiffsausrüster)
William Robertson (* 1842; † 21. Dezember 1898) war ein deutscher Unternehmer, der als Schiffsausrüster und Bankier sowie als Aufsichtsichtrat in mehreren Gesellschaften tätig war. Er ist als Namensgeber der Robertson-Insel bekannt und war maßgeblich an der Förderung der frühesten „Deutschen Südpolarforschung“ beteiligt.

## Leben
Robertson entstammte einer Familie, die aus Aberdeen nach Norddeutschland eingewandert war. Er war Mitinhaber des Unternehmens Woltereck & Robertson zu Hamburg, eines Schiffsbedarfsausstatters in der Großen Reichenstraße 49/51. Das Unternehmen betrieb Bankgeschäfte, handelte mit Segeltuch, Fischereigeräten, Garn, Fischnetze. Zudem gehörte er zahlreichen Aufsichtsräten an. Robertson war ordentliches Mitglied der Geographischen Gesellschaft in Hamburg und hielt am 6. November 1879 einen Vortrag über seine im selben Jahr unternommene Reise nach Island. Der Hamburgische Correspondent widmete ihm anlässlich seines Ablebens im Dezember 1898 einen ehrenden Nachruf.
In den Jahren 1892/93 und 1893/94 führte der norwegische Kapitän Carl Anton Larsen Antarktis-Expeditionen mit Schiffen der A/S Oceana, an der Woltereck & Robertson maßgeblich beteiligt war. Nach ihm wurde die Robertson-Insel benannt.

## Aufsichtsratsmandate und Vorstandsmitgliedschaften (Auswahl)
- Bierbrauerei Puertocabello und Valencia, Aktiengesellschaft in Hamburg.
- Chinesische Küstenfahrt-Gesellschaft in Hamburg.
- Hamburg-Amerikanische Packetfahrt-Actien-Gesellschaft.[7]
- Aktien-Gesellschaft des Fährhauses auf der Uhlenhorst (Mitglied der Direktion).
- Norddeutsche Jute-Spinnerei und Weberei in Hamburg. (stellvertretender Vorsitzender des Aufsichtsrates)

## Politik
1885 wurde Robertson an Stelle von Gerhard Hachmann, der in den Senat aufrückte, in die Hamburgische Bürgerschaft gewählt, wo er langjährig Mitglied blieb.